# Tabaki
Tabaki  (ucraniano: Табаки) es una localidad del Raión de Bolhrad en el Óblast de Odesa de Ucrania. Según el censo de 2024, tiene una población de 2127 habitantes.